# اوبالاری
اوبالاری (به لاتین: Ubalary) یک منطقهٔ مسکونی در روسیه است که در باشقیرستان واقع شده‌است.